# فرهنگ در تایوان

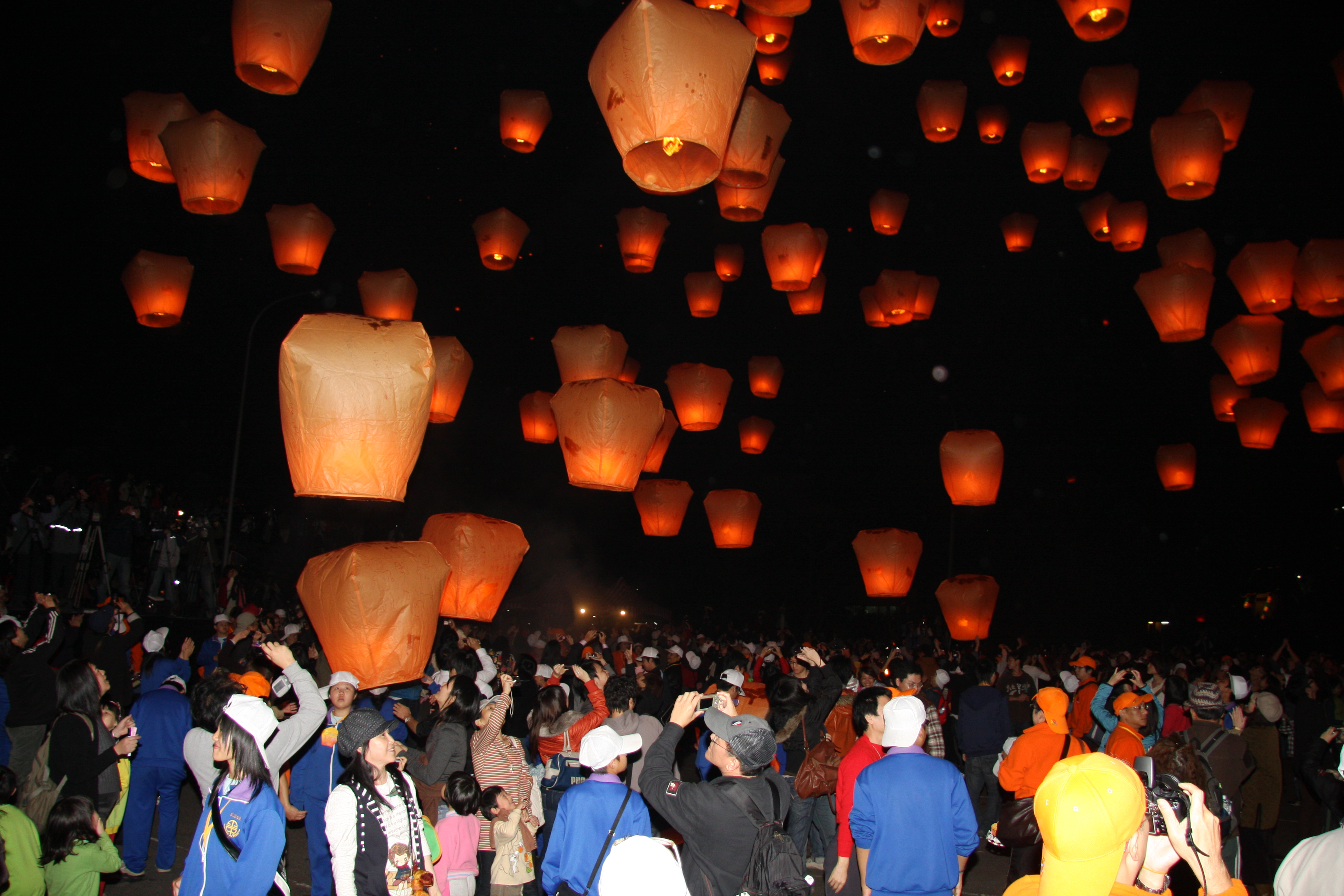
جشنواره بالون آرزو در پینکسی، تایوان

فرهنگ تایوان ترکیبی از فرهنگ‌های کنفسیونیست هان چینی و بومی تایوانی است.فرهنگ‌های ژاپنی و کره‌ای نیز بر فرهنگ تایوانی تأثیر گذاشته‌اند. تجربه رایج سیاسی-اجتماعی در تایوان به تدریج به یک حس هویت فرهنگی تایوانی و احساس آگاهی فرهنگی تایوانی تبدیل شد، که بسیار مورد بحث در داخل کشور قرار گرفته‌است.
با انعکاس بحث و گفتگوهای مداوم پیرامون وضعیت سیاسی تایوان، سیاست همچنان در درک و پیشرفت یک هویت فرهنگی تایوانی به ویژه در قاب غالب قبلی یک دوگانگی تایوانی و چینی نقش دارد. در سال‌های اخیر، مفهوم چندگانگی فرهنگی تایوانی به عنوان یک دیدگاه آلترناتیوی نسبتاً غیرسیاسی پیشنهاد شده‌است، که اجازه ورود سرزمین‌های اصلی و سایر اقلیت‌ها را در ادامه تعریف دوباره فرهنگ تایوانی به عنوان سیستم‌های معنادار و الگوهای عرفی و تفکر و رفتار مشترک مردم تایوان درج کرده‌است. 

## دین

یین و یانگ نماد تائوئیسم هستند

چرخ دارما نشان دهنده راه اصیل هشتگانه.

شکل رایج اعتقاد مذهبی در تایوان ترکیبی از بودیسم، تائوئیسم و ادیان سنتی چینی از جمله عبادت اجداد است. با این حال تعداد زیادی از مریدان به هر یک از این سیستم‌های اعتقادی نیز وجود دارد.
کلیساهای مسیحی سال‌ها در تایوان فعال بوده‌اند که اکثریت آن‌ها پروتستان هستند (۲٫۶٪ از جمعیت خود را پروتستان معرفی می‌کنند) و پروتبی‌ها نقش ویژه‌ای دارند. کلیسای پرستری در تایوان در ارتقاء حقوق بشر و استفاده از گفتار و نوشتار تایوانی، هم در دوران حکومت ژاپن و هم در دوره قانون رزمی جمهوری چین، فعالیت داشته‌است، در حالی که استفاده انحصاری از ماندارین به‌طور قانونی اجباری بود. به این ترتیب، کلیسا با کمپین تصحیح نام تایوان و ائتلاف پان-سبز در ارتباط بوده‌است.
تعدادی از سازمان‌های مذهبی تایوانی فعالیت‌های خود را در سراسر کشور گسترش داده‌اند. چندین سازمان به ویژه انجمن بین‌المللی نور بودا و تسوچی فعالیت‌های خود را در سراسر جهان گسترش داده‌اند.
اعتقاد مذهبی بودایی و تائوئیستی ۹۳٪، مسیحی ۴٫۵٪ و دیگر مذاهب ۲٫۵٪ را تشکیل می‌دهد.

## آشپزی

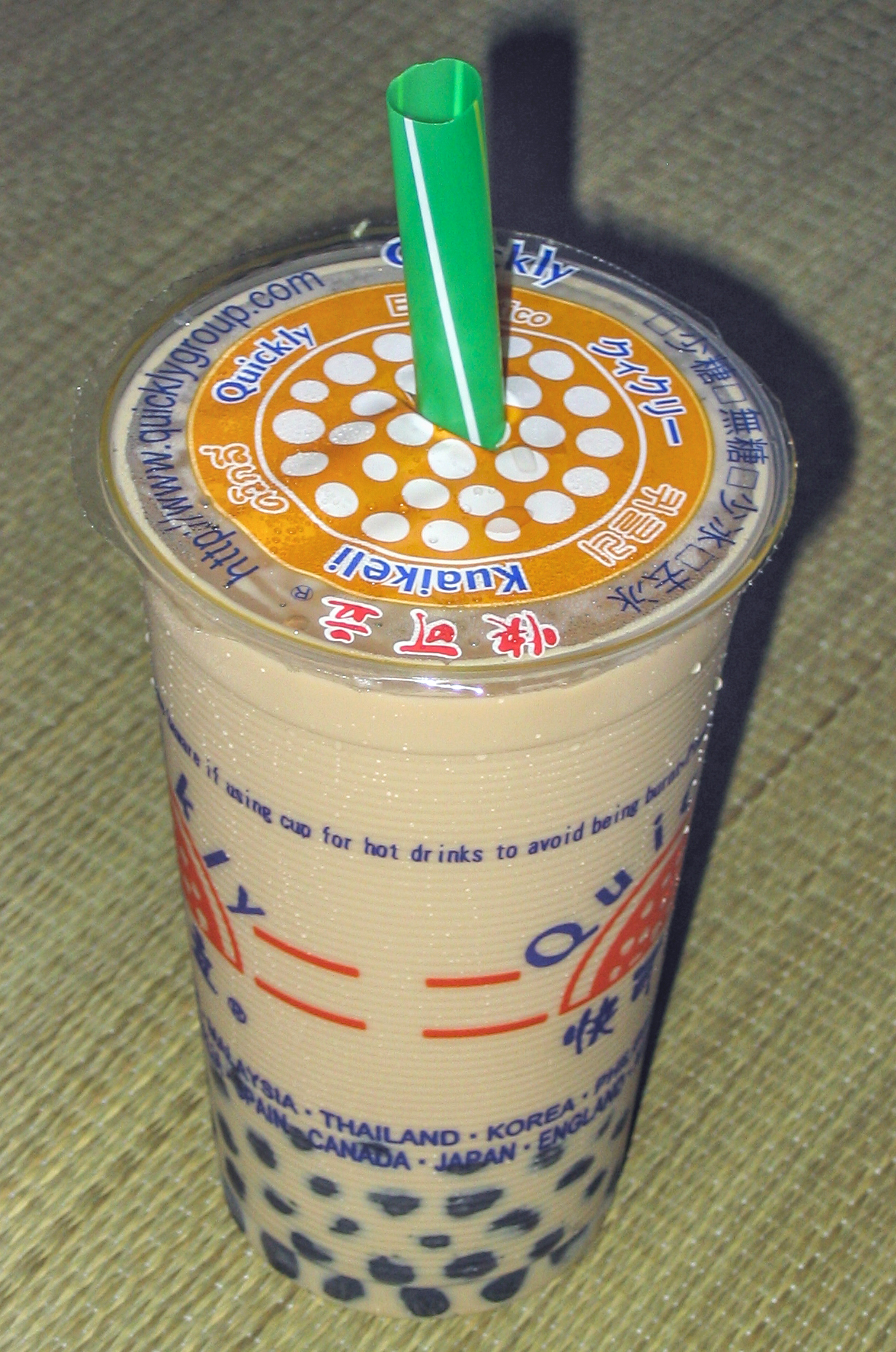
چای شیر مروارید

چای شیر مروارید (همچنین به عنوان چای حباب یا بوبا نیز شناخته می‌شود) یک نوشیدنی چای محبوب است، که در بسیاری از نقاط جهان وجود دارد. تحت تأثیر فرهنگ ژاپنی به دلیل دوره‌ای که تایوان تحت حکومت ژاپن بود، وجود دارد. غذاهای تایوانی به خودی خود غالباً با تأثیرگذاری از استان‌های میانه تا جنوبی چین همراه است که مهمترین آن‌ها استان فوجیان است.
اما به دلیل تعداد زیادی از چینی‌هایی که در پایان جنگ داخلی چین و زمانی که تایوان تحت کنترل چین بود (ROC) به تایوان مهاجرت کردند، به‌راحتی می‌توان تأثیرپذیری از تمام چین را یافت. در این فرایند، تایوان سبک خاصی از غذاها را ایجاد کرده‌است.
- تخم مرغ صدساله
- تمپورا (غذا)
- جیائوزی
- چاپستیک
- سس سویا
- شله
- ماهی قل‌قلی

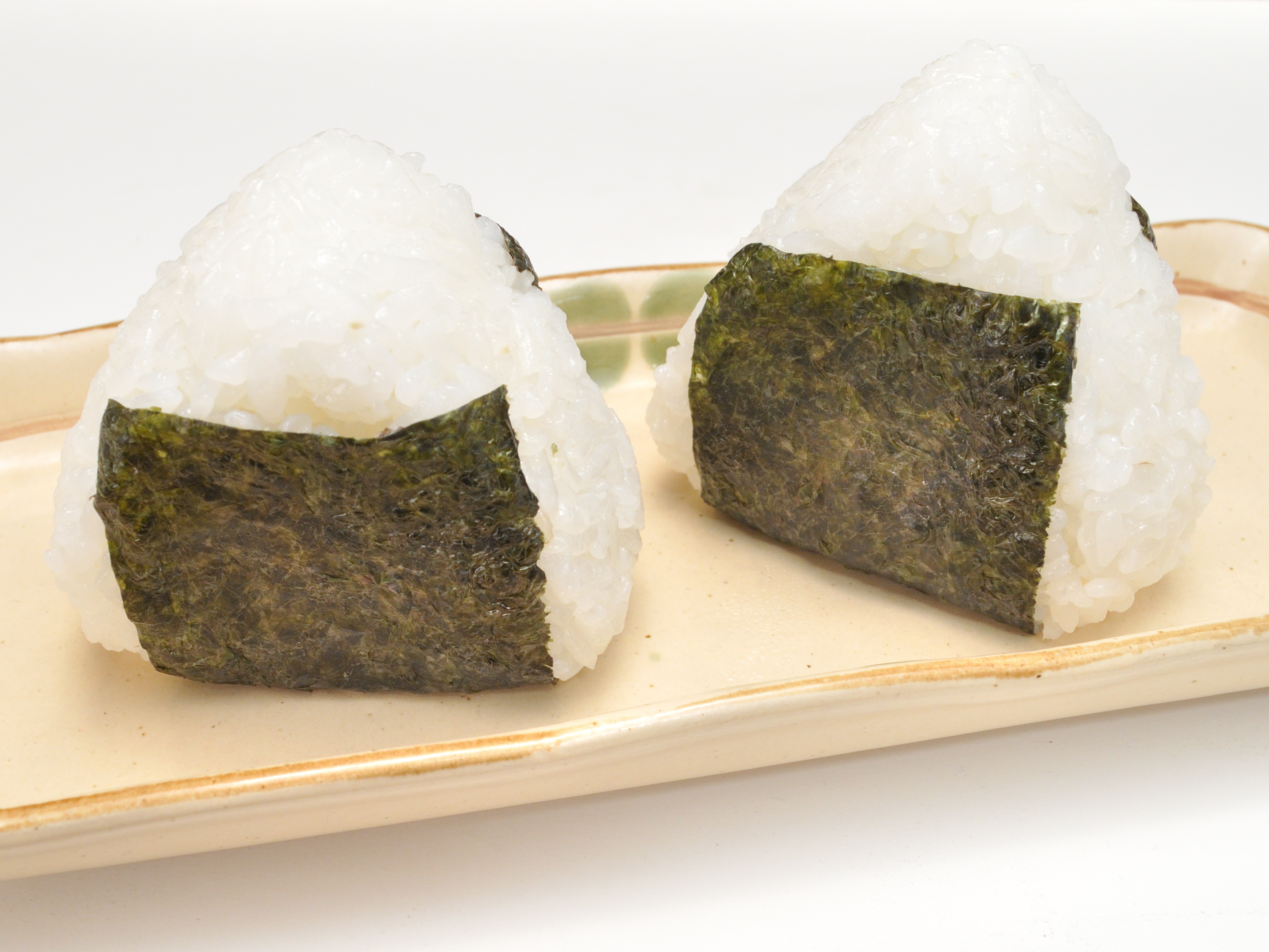
اونیگیری
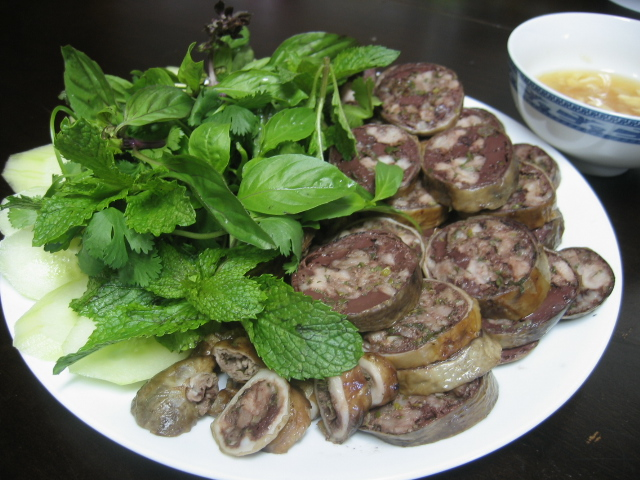
نوعی سوسیس خون ویتنامی همراه با ریحان و نعنا
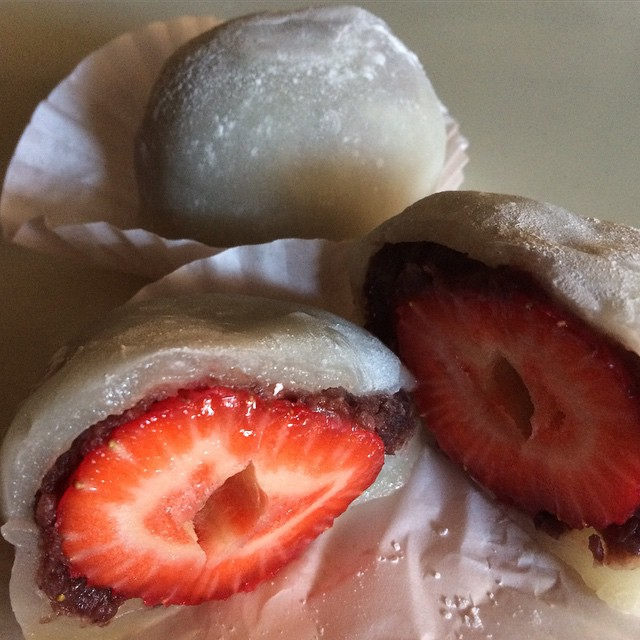
کیک برنج
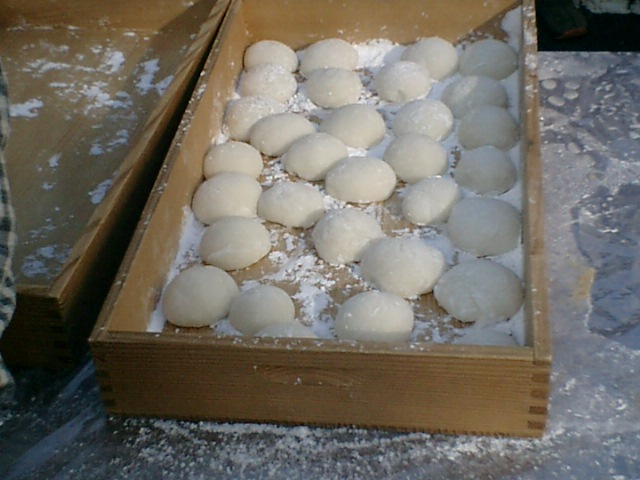
موچی

## گاه‌شماری مینگو
تقویم مینگو (به چینی: 民國紀元) یک روش شمارش سال است که امروزه در تایوان و جزیره‌های آن که تحت کنترل جمهوری چین هستند، استفاده می‌شود.

## بومیان تایوان
مردمان بومی تایوان به ۵۳۰٬۰۰۰ تن می‌رسند و نزدیک ۲٫۳٪ از جمعیت این جزیره را تشکیل می‌دهند. پژوهش‌های اخیر پیشنهاد می‌کنند که نیاکان این مردمان در تایوان شاید تا ۸۰۰۰ سال پیش زندگی می‌کرده‌اند، تا اینکه مهاجرت کثیری از اقوام چینی‌های هان در سدهٔ ۱۷ میلادی آغاز گشت. بومیان تایوان مردمانی استرونزین‌اند که با دیگر مردم این نژاد گره‌های زبانی دارند. استرونزین همچنین در فیلیپین، مالزی، اندونزی، ماداگاسکار و اقیانوسیه ساکن است. مسئلهٔ هویت نژادی که با سرزمین اصلی آسیایی وابستگی ندارد، به گره پیچیده‌ای در مبادلات مرتبط با وضعیت سیاسی تایوان، تبدیل شده‌است.

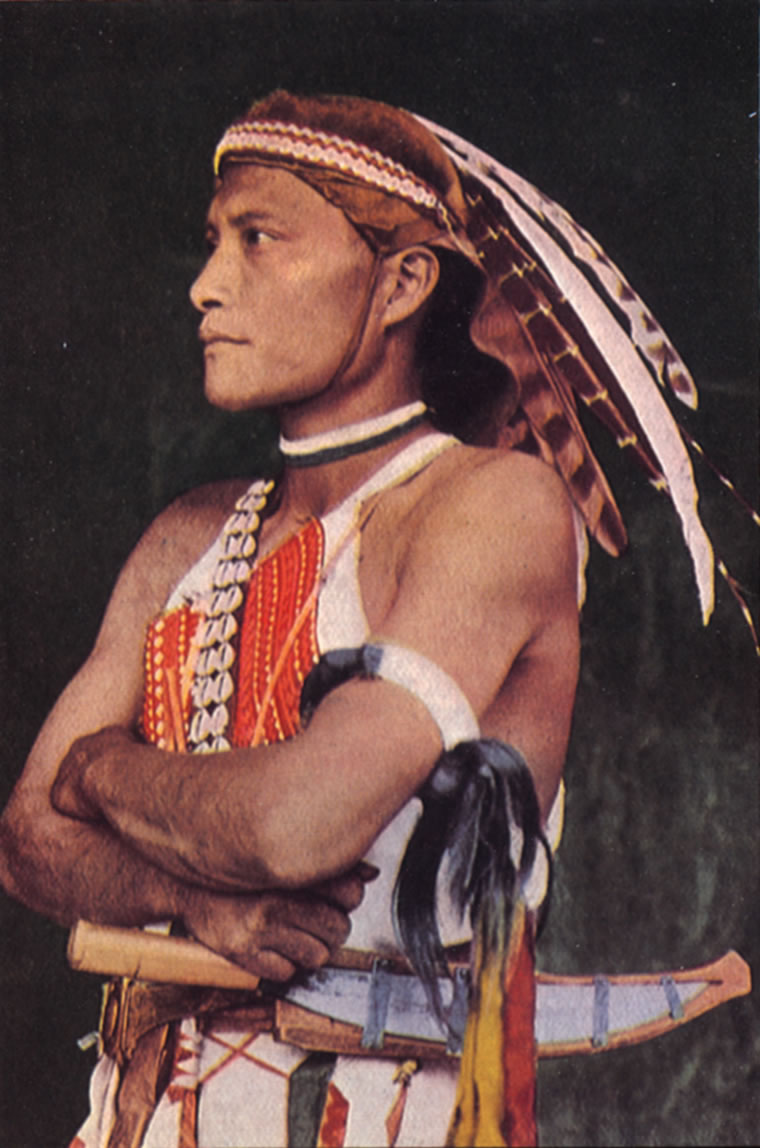
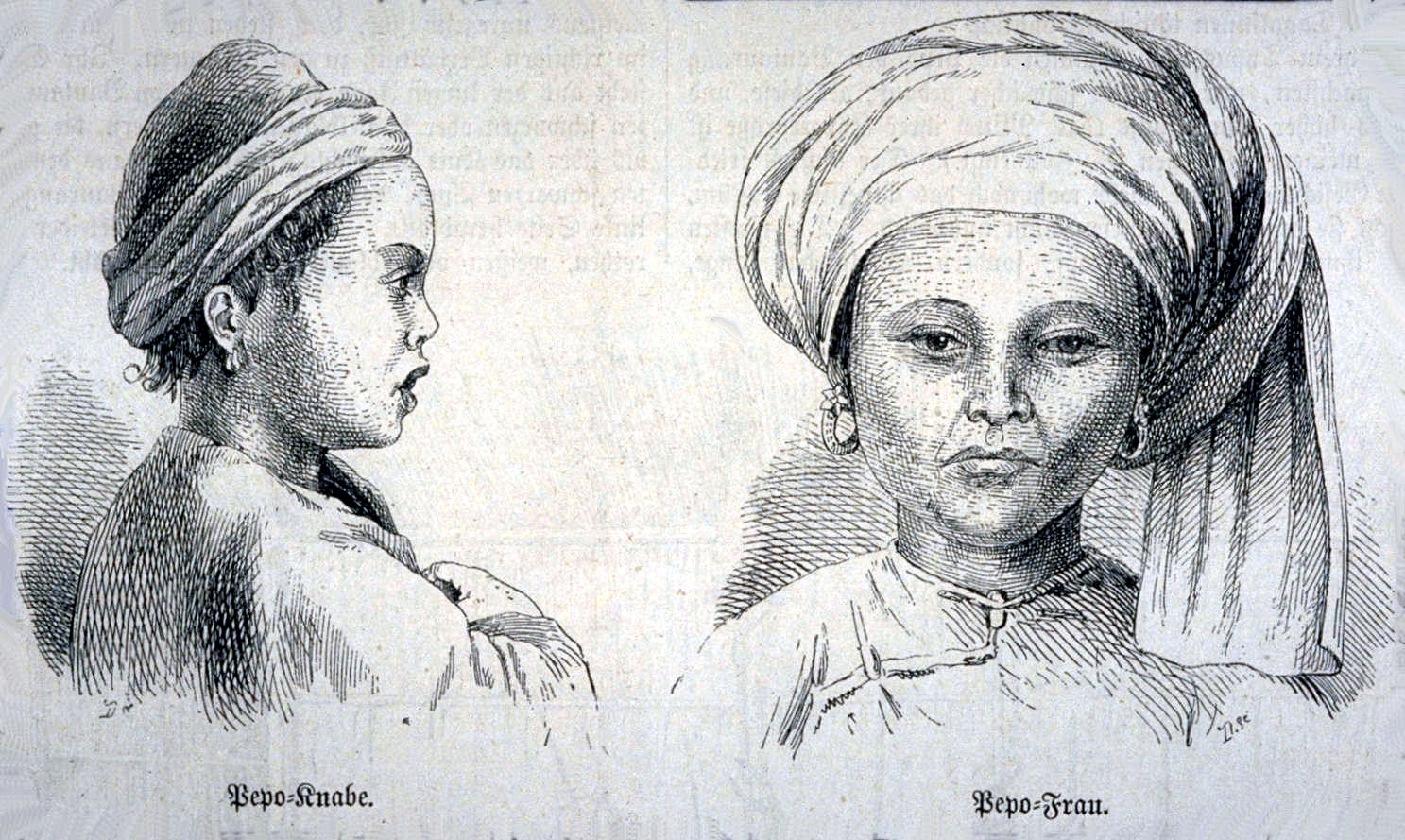
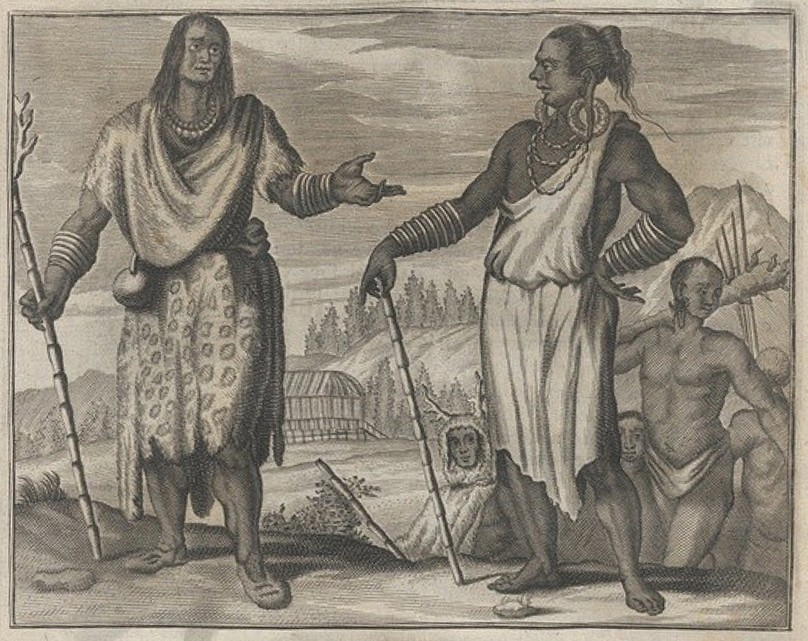

## بازار شب
نوعی بازار است که شباهت بسیار به بازار روز دارد؛ با این تفاوت که زمان برپایی آن در شب است.
محل تشکیل این بازارها معمولاً کشورهای جنوب شرق آسیا مانند تایلند، هنگ کنگ، تایوان، مالزی، سنگاپور و اندونزی می‌باشد که با توجه به گرم بودن هوا در طول روز، بازارهای هفتگی یا دائمی شبانه در این مناطق گسترش یافته‌است.

## معماری

### تئاتر و سالن کنسرت ملی تایپه
یک مرکز هنرهای نمایشی در شهر تایپه، تایوان است.
این مجموعه که در سال ۱۹۸۷ با معماری سنتی چینی ساخته شده، دارای دو سالن مخصوص تئاتر و کنسرت می‌باشد.
سالن تئاتر دارای چهار طبقه و ۱۴۹۸ نفر ظرفیت می‌باشد، سالن کنسرت نیز دارای سه طبقه و ۲۰۶۴ نفر ظرفیت است، همچنین سالن بلک‌باکس با ظرفیت ۱۷۹–۲۴۲ نفر و سالن موسیقی با ظرفیت ۳۶۱ نفر از دیگر امکانات این مجموعه محسوب می‌شوند.

### تایپه ۱۰۱
آسمانخراشی ۱۰۱ طبقه‌ای در بخش خینیی تایپه در کشور تایوان است. نام اصلی این برج پیشتر «مرکز مالی تایپه» بود. این بزرگترین برج مسکونی جهان است که در منطقه‌ای زلزله‌خیز ساخته شد، تا میزان مقاومتش را به نمایش بگذارد. «تایپه ۱۰۱» نام برج ۱۰۱ طبقه‌ای است که ۵۰۸ متر ارتفاع دارد.
راز مقاومت این برج در کره فولادی است به وزن ۶۶۰ تن که در بین طبقه ۸۷ تا ۹۲ «تایپه ۱۰۱» به ۱۶ بازوی فولادی آویخته شده‌است. این پاندول غول پیکر تعادل ساختمان را در برابر زلزله‌های بسیار شدید و توفان‌های مهیب که در این منطقه امری عادی و همیشگی است، حفظ می‌کند.

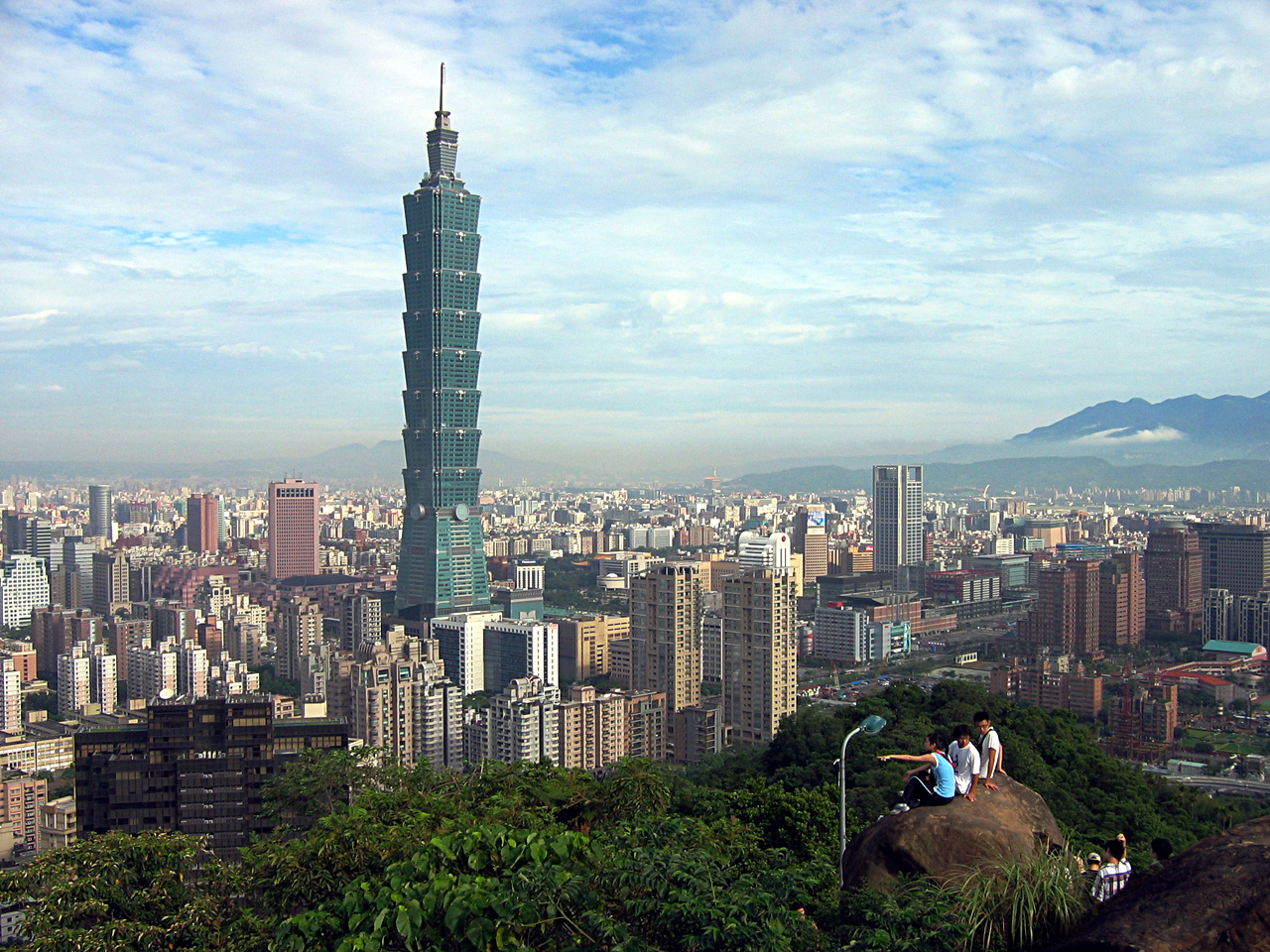
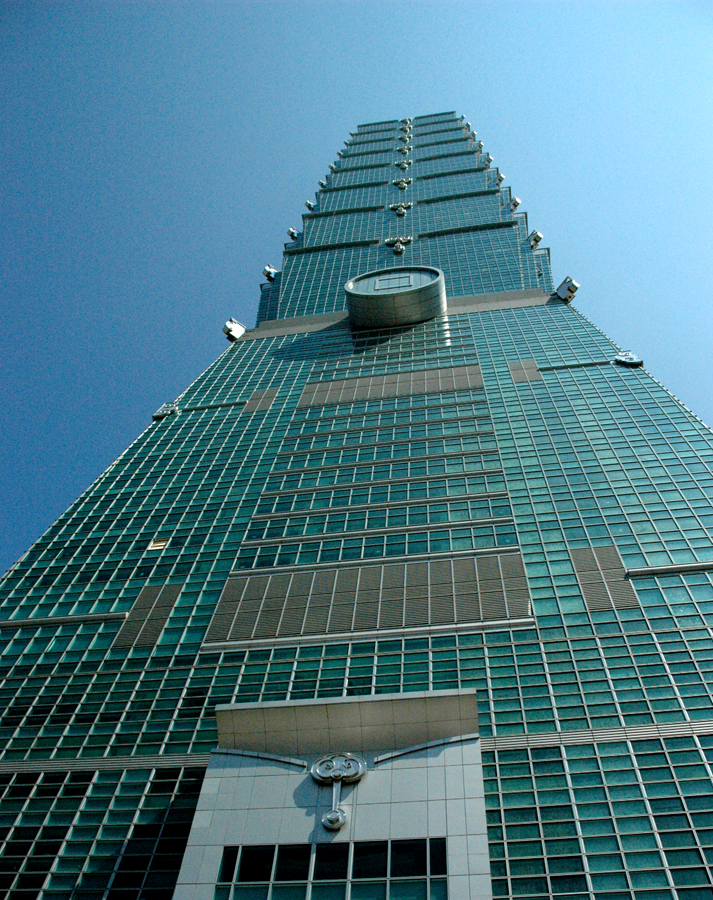
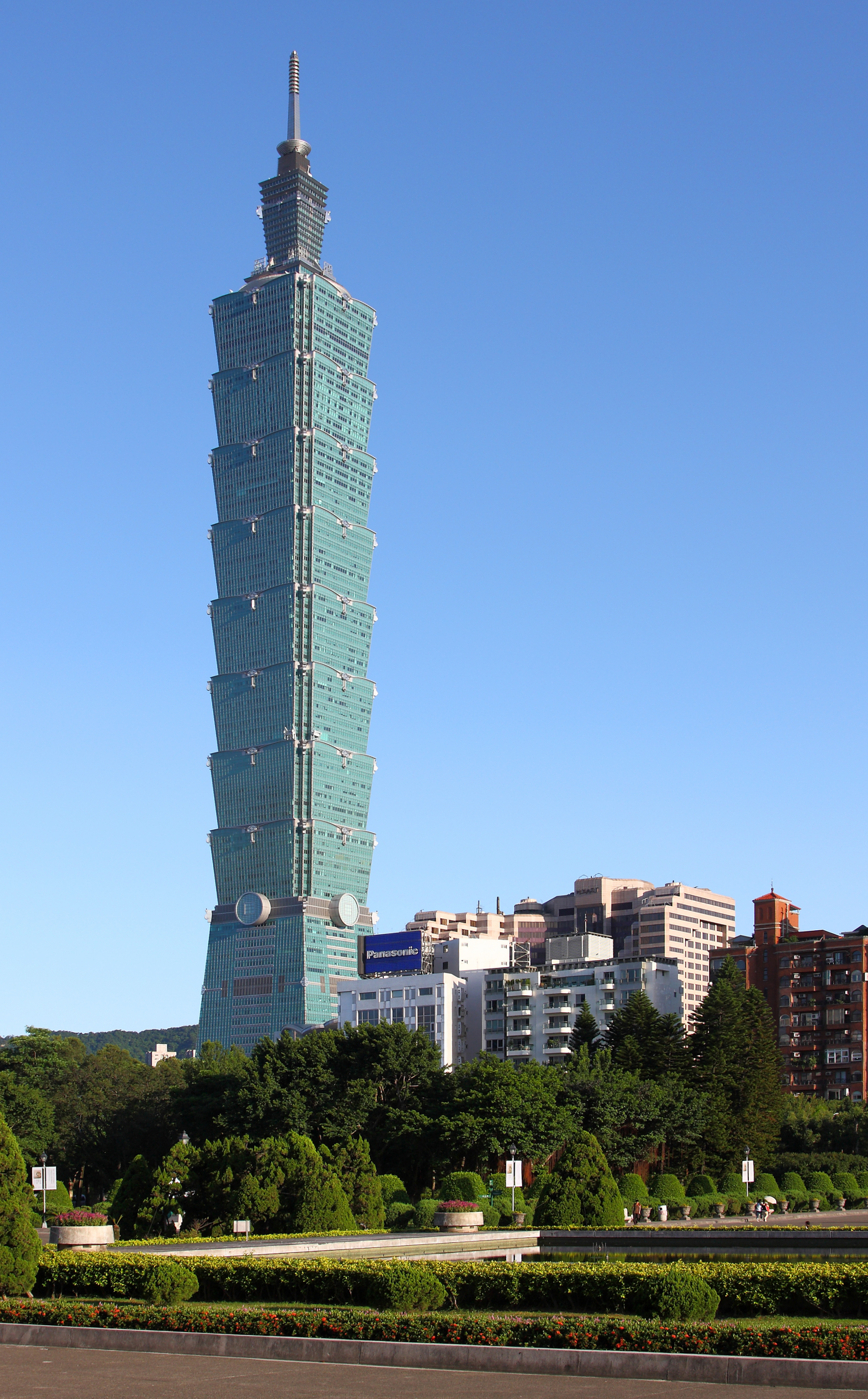
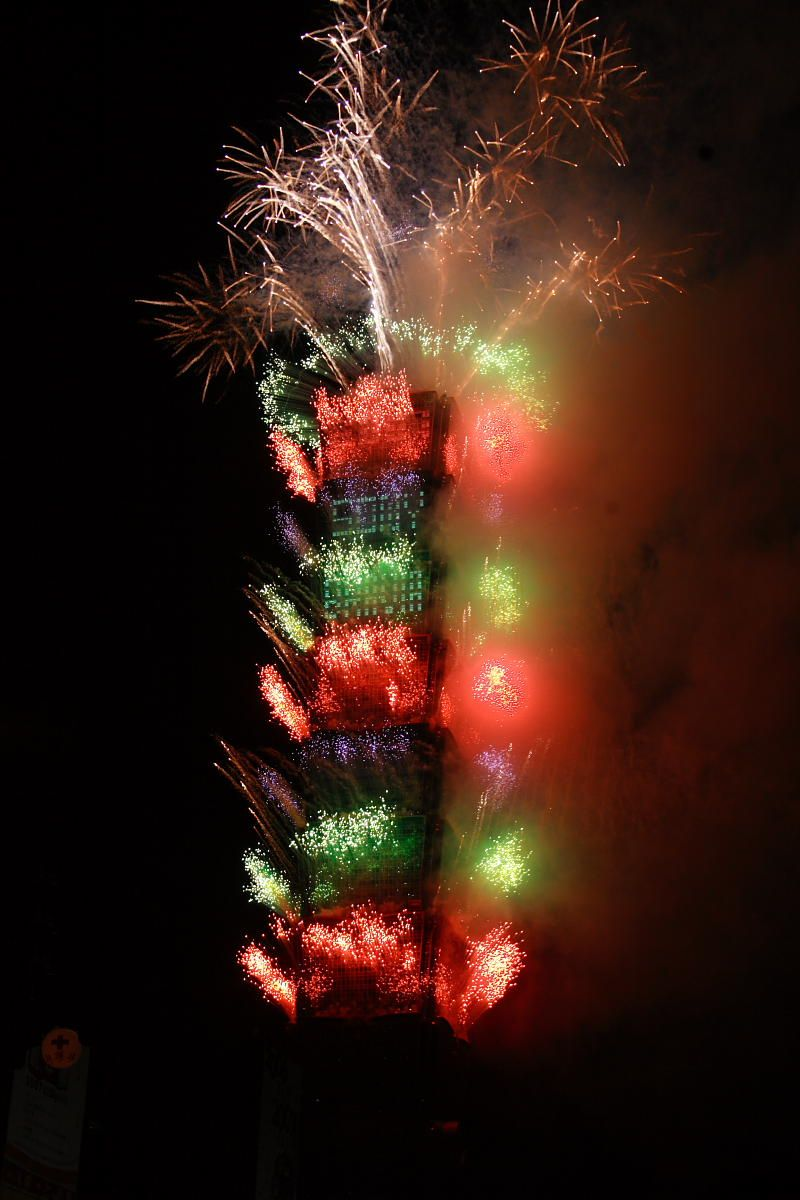
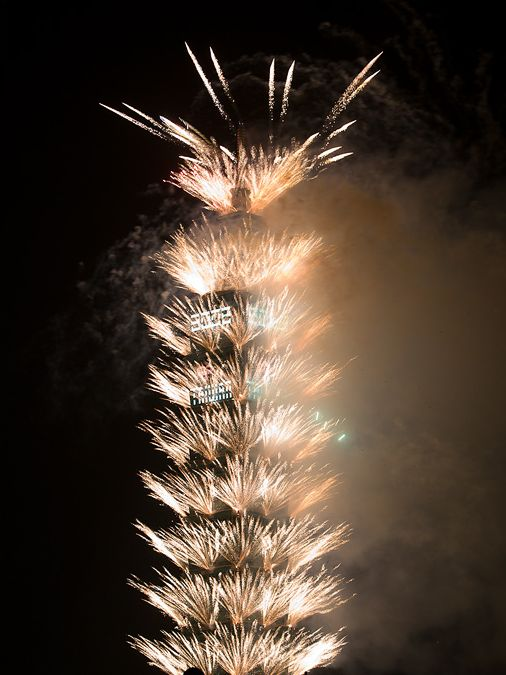

## ورزش

### جام جهانی فوتسال ۲۰۰۴
پنجمین دوره مسابقات جام جهانی فوتسال فیفا بود که از ۲۱ نوامبر تا ۵ دسامبر در تایوان زیر نظر فدراسیون بین‌المللی فوتبال نهاد اداره‌کننده ورزش فوتبال برگزار شد. در این دوره تیم ملی فوتسال اسپانیا مدافع عنوان قهرمانی با پیروزی بر تیم ملی فوتسال ایتالیا برای دومین بار به قهرمانی این مسابقات رسید.
دو ورزشگاه میزبان این مسابقات دانشگاه ملی تایوان در شهر تایپه و ورزشگاه لینکو ژیمنازیوم در استان تائو یوان بودند.

## رسانه‌ها
آزادی مطبوعات تایوان توسط قانون اساسی تضمین شده‌است و طبق شاخص آزادی مطبوعات در سراسر جهان از سال ۲۰۰۷ در بین ۱۶۹ کشور در رتبه ۳۲ قرار دارد. قبل از اینکه آزادسازی سیاسی محدودیت‌های دهه ۱۹۸۰ را محدود کند، تایوان تحت قوانین نظامی و محدودیت‌هایی در مطبوعات و پخش قرار داشته‌است.

## سینمای تایوان
به همراه سینمای چین و سینمای هنگ کنگ، یکی از سه حوزه تاریخی سینمای چینی‌زبان است. تاریخ سینمای تایوان، به تاریخ منحصر به فرد این جزیره وابسته است. سینما، از زمان معرفی‌اش به تایوان در ۱۹۰۱ که آن زمان، تحت حاکمیت ژاپن بود، در چند مرحله جدا از هم و با استقلال از سینمای هنگ کنگ و سانسور دولتی جمهوری خلق چین، رشد کرده و توسعه یافته‌است.

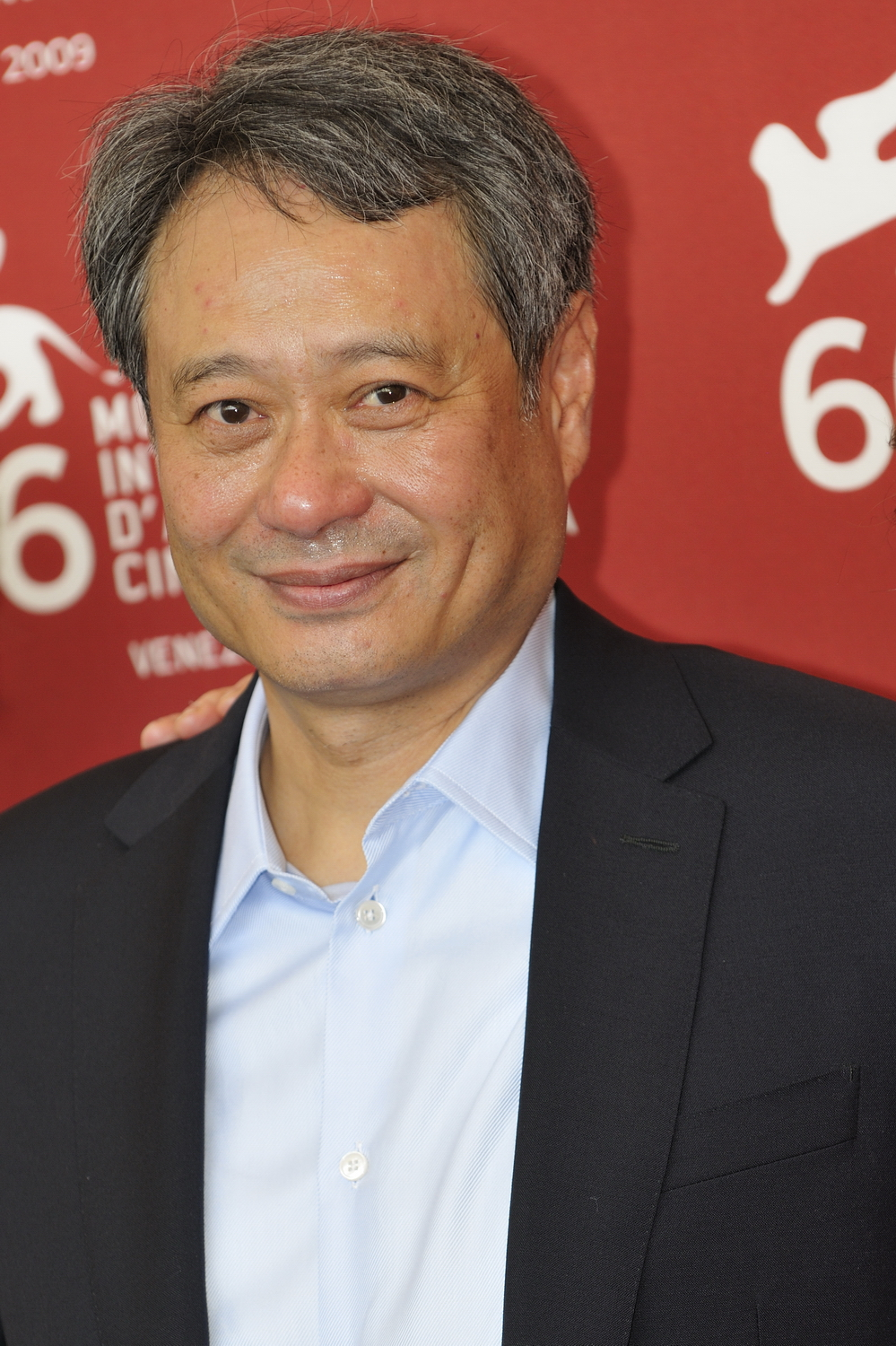
انگ لی، کارگردان تایوانی در سال ۲۰۰۵ برای فیلم کوهستان بروکبک و در سال ۲۰۱۲ برای فیلم زندگی پی برنده جایزه اسکار بهترین کارگردانی شد.
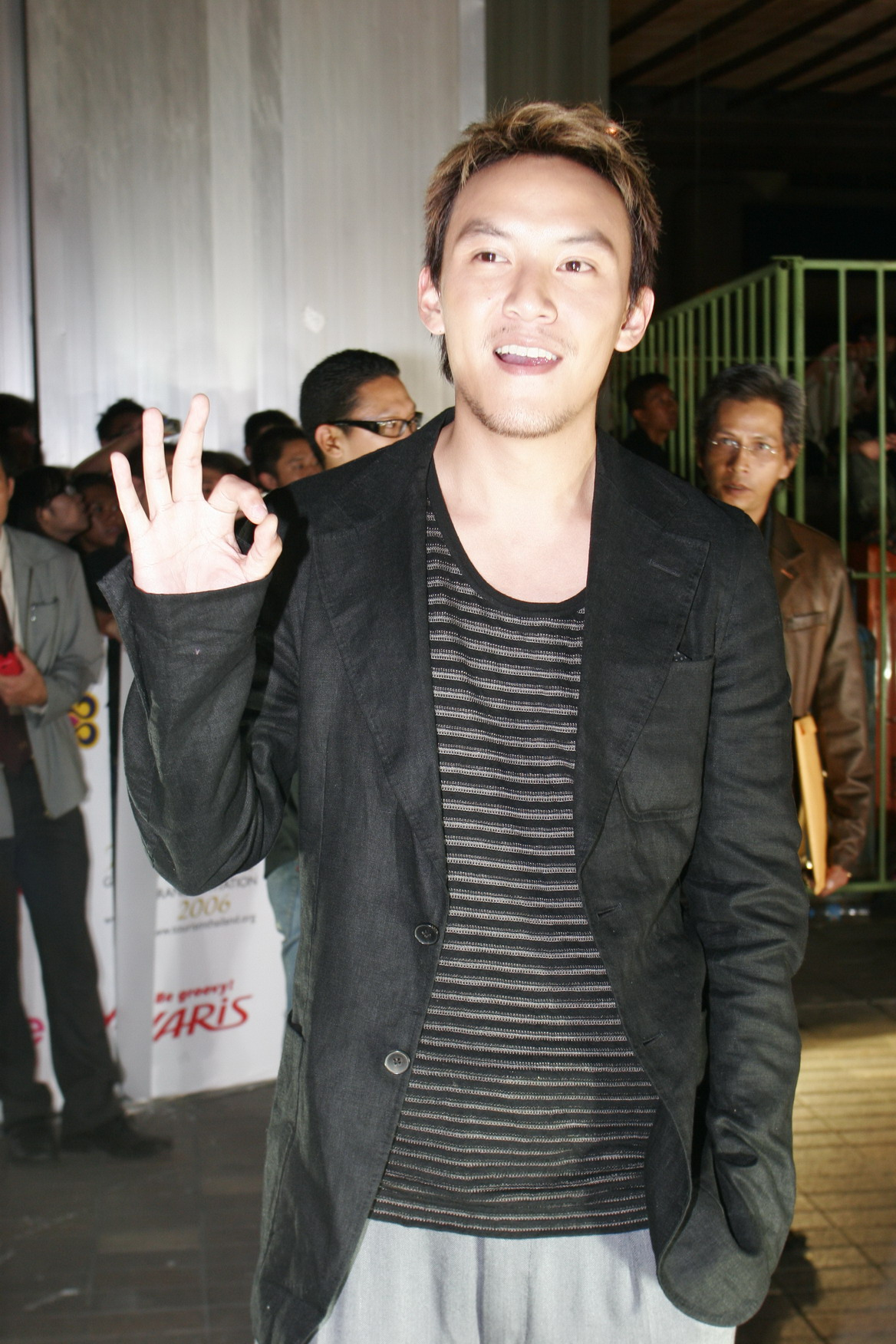
چانگ چن، هنرپیشه اهل تایوان
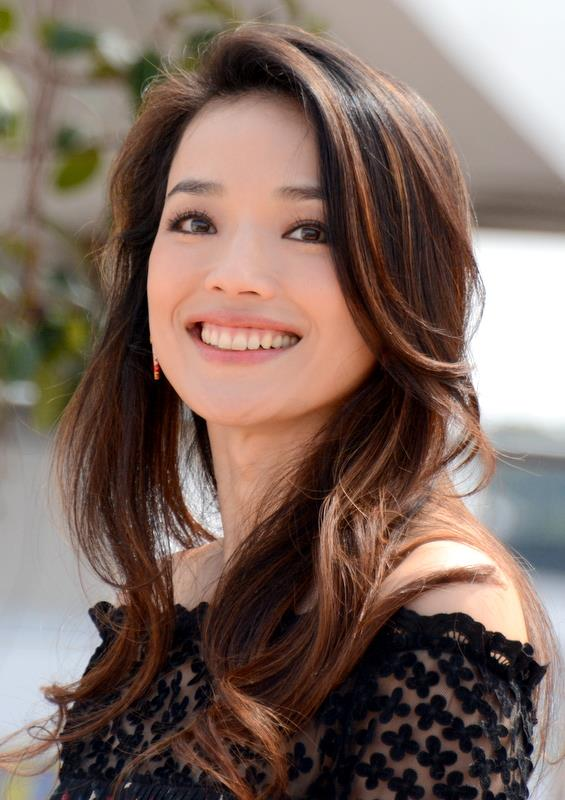
شو کی، بازیگر تایوانی که به خاطر بازی در فیلم ترانسپورتر و مجلل مشهور است.
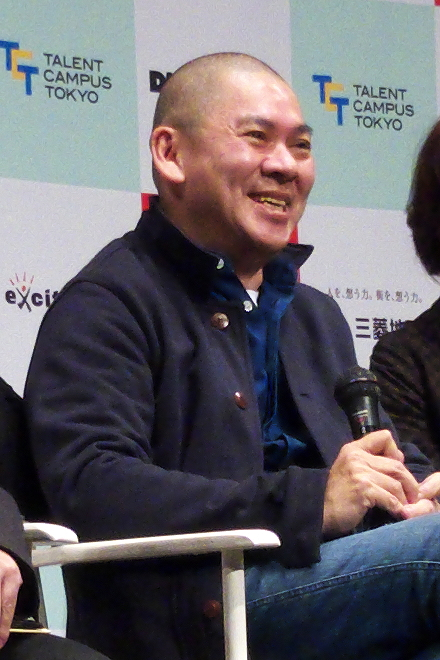
سای مینگ-لیانگ، کارگردان، و فیلم‌نامه‌نویس اهل تایوان